# Legend of the Black Shawarma
Legend of the black Shawarma er Infected Mushrooms syvende album, fra 2009.

## Trackliste
1. . "Poquito Mas" (Spansk for lidt mere)
2. . "Saeed" (Arabisk for glad)
3. . "End of the Road"
4. . "Smashing the Opponent" (Feat. Jonathan Davis)
5. . "Can't Stop"
6. . "Herbert the Pervert"
7. . "Killing Time" (Feat. Perry Farrell)
8. . "Project 100"
9. . "Franks"
10. . "Slowly"
11. . "The Legend of the Black Shawarma"
12. . "Riders on the Storm" (Remix af sangen af The Doors)